# Pseudupeneus prayensis
 Pseudupeneus prayensis és una espècie de peix de la família dels múl·lids i de l'ordre dels perciformes.
Els adults poden assolir els 55 cm de longitud total. Es troba des d'Agadir (Marroc) fins a Angola. Se'n té constància de la captura d'un exemplar a Palamós.